# Epidendrum roncanum
Epidendrum roncanum är en orkidéart som beskrevs av Dodson och Roberto Vásquez. Epidendrum roncanum ingår i släktet Epidendrum och familjen orkidéer.
Artens utbredningsområde är Bolivia. Inga underarter finns listade i Catalogue of Life.